# سباق باريس روبيه 1930
طواف باريس 1930 هو سباق دراجات هوائية أقيم بتاريخ 20 أبريل، تكون السباق من مرحلة واحدة، وامتدّ لمسافة 258 كم، وبسرعة 31.510 كم/س، استغرق السباق 8 ساعات و11 دقيقة و14 ثانية.